# ガングリフォンII
GUNGRIFFON II（ガングリフォン　ツー）は、ゲームアーツがセガサターン専用に1998年4月23日に発売した、3Dシューティングゲーム。価格は6800円（対戦ケーブル同梱版は8000円）。前作と共通する世界観と時間軸をもつが、マニュアル内にある年表を参照すると、ミッションはすべて前作と同時期にあたる。プレイヤーは前作とは別の中隊のパイロットという設定。

## 概要
画面表示は前作よりパワーアップされ、自機や敵機の打つ弾もかなり丁寧に書き込まれている。着弾には前作より時間がかかるようになり、移動している敵に対する攻撃では偏差射撃が要求される。画面に敵や建造物が多数登場するところでは、処理落ちのためにスピードが遅くなることがある。
コントロール方法はほぼ前作と同様であるが、Yボタンの機能が前作の「赤外線暗視装置」から「支援攻撃」に変更になり、実行すると、要請から5秒後に前方200m地点に味方からの支援攻撃が行われる。スタート時にシングルシーター、ダブルシーターを選択することができ、シングルシーターでは従来の操作法、ダブルシーターでは1Pコントロールパッドが操縦、2Pコントロールパッドが攻撃をそれぞれ担当する複座式となる。
要望の多かったリプレイモードが搭載され、ゲーム後にそのゲームのリプレイを鑑賞できるようになった（要パワーメモリ）。リプレイモード中は方向キーでカメラアングルの切り替え、X/Yボタンでズームイン／アウト、L/Rボタンで映し出す機体の変更ができる。リプレイデータをセーブしておくことも可能。
対戦ケーブルを使用することで、対戦やライブカメラ使用(中継映像のように画像を表示する)ができるようになる。ただしこの場合、セガサターンが2台、それに接続するモニターが2台、このソフト自体も2本必要となる。

## ゲームモード
- シナリオモード

与えられたミッションをクリアしてゆく。ミッションをクリアすると次のミッションに進める。単独出撃、または僚機を選択することができる。共にリプレイデータを作成でき、セーブしておける。ブリーフィングの際に、ベルリン・リリーによる日本外人部隊向け厭戦放送など、戦場の雰囲気を再現するための情報も聞くことが出来る。　
- エクササイズモード

配置された機体をすべて破壊し、ゴールを目指す練習用のモード。
- VSバトルモード

もう一台のセガサターンを対戦ケーブルで接続し、対戦をするモード。
- サバイバルモード

与えられたミッションを制限時間まで戦い抜くモード。

## ガングリフォンシリーズ
- ガングリフォン (GUNGRRIFFON) セガサターン専用 1996年3月15日 発売
- ガングリフォンII (GUNGRRIFFON II) セガサターン専用 1998年4月23日 発売
- ガングリフォン ブレイズ (GUNGRRIFFON BLAZE) PlayStation 2専用 2000年8月10日 発売
- ガングリフォン アライド ストライク (GUNGRIFFON Allied Strike) Xbox専用 2004年12月16日 発売